# Wycieraczka (do butów)

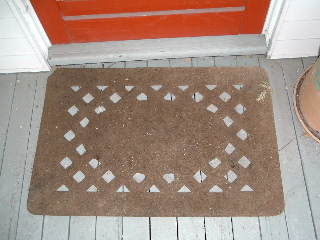
Wycieraczka przed drzwiami

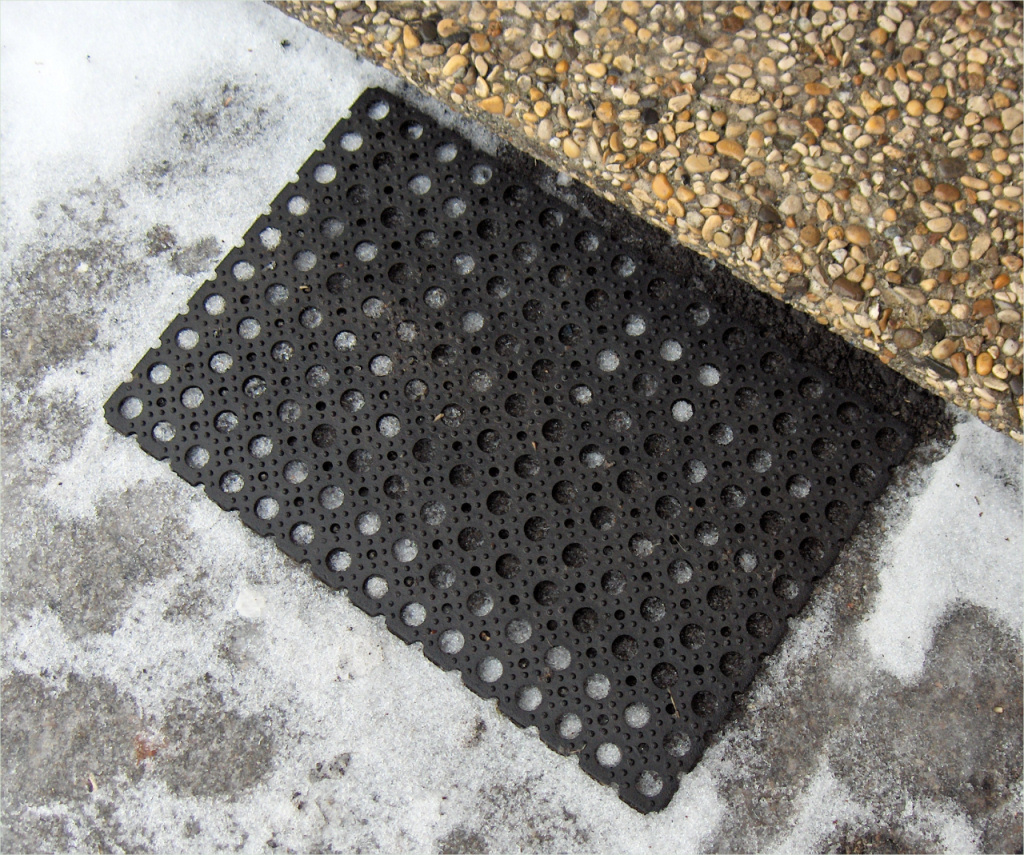
Wycieraczka z tworzywa sztucznego

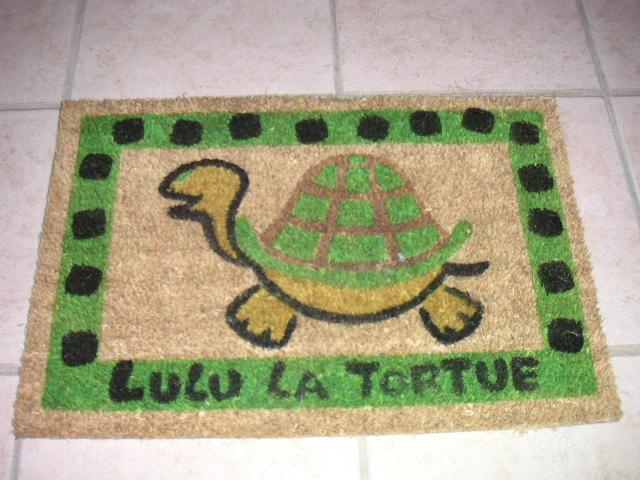
Wycieraczka z obrazkiem

Wycieraczka – system czyszczący umieszczany przed drzwiami wejściowymi każdego typu pomieszczeń. Jego celem jest zatrzymanie zanieczyszczeń przenoszonych na butach i niedopuszczenie do wniesienia ich do wnętrza budynku. 
Wykonuje się ją z różnego typu materiałów, wyróżniamy między innymi wycieraczki:
- aluminiowe
- drewniane
- gumowe
- mosiężne
- tekstylne
- z włókien naturalnych
- kratownice
- maty dezynfekcyjne

Wycieraczkę cechuje trwałość oraz odporność na niekorzystne działanie warunków atmosferycznych.
Wycieraczka do butów jest najczęściej prostokątna, spotykane bywają jednak także o innych kształtach. Ich rozmiar zależy od typu pomieszczenia, przed którym zostaną położone. Niektórzy zamawiają wycieraczki wyposażone w specjalne szczoteczki czyszczące, układające się w jakiś napis, obraz albo np. logo firmy.
Budynki wielorodzinne wyposażone bywają w jedną wycieraczkę wspólną (zazwyczaj jest ona wykonana z metalu i wbudowana na stałe w podest przed wejściem do budynku), a przed drzwiami poszczególnych mieszkań ułożone są indywidualne wycieraczki poszczególnych lokatorów.